# NGC 1711
NGC 1711 је расејано звездано јато у сазвежђу Трпеза које се налази на NGC листи објеката дубоког неба.
Деклинација објекта је - 69° 59' 8" а ректасцензија 4h 50m 36,2s. Привидна величина (магнитуда) објекта NGC 1711 износи 10,1. NGC 1711 је још познат и под ознакама ESO 56-SC10.